# Bahnhof Stollberg (Sachs)
Der Bahnhof Stollberg (Sachs) liegt in der gleichnamigen erzgebirgischen Stadt Stollberg/Erzgeb. im sächsischen Erzgebirgskreis. Ursprünglich berührten die Station die zwei Bahnstrecken Zwönitz–Chemnitz Süd und Stollberg–St. Egidien. Während der Abschnitt Stollberg–Chemnitz der Bahnstrecke Zwönitz–Chemnitz Süd im Jahr 2002 als Pilotstrecke des Chemnitzer Modells elektrifiziert und mit dem Netz der Straßenbahn Chemnitz verbunden wurde, ist der Abschnitt Zwönitz–Stollberg stillgelegt und abgebaut. Auf einem Teil der Trasse soll voraussichtlich bis 2025 (Stand: 2020) die elektrifizierte Bahnstrecke Niederwürschnitz–Stollberg neu entstehen. Dadurch kann der Umstieg zwischen den Zügen auf den Bahnstrecken nach Chemnitz und St. Egidien im Bahnhof Stollberg (Sachs) entfallen.

## Geographische Lage
Der Bahnhof Stollberg (Sachs) befindet sich westlich der Stollberger Altstadt an der „Bahnhofstraße“.

## Geschichte

### Entwicklung bis 1990

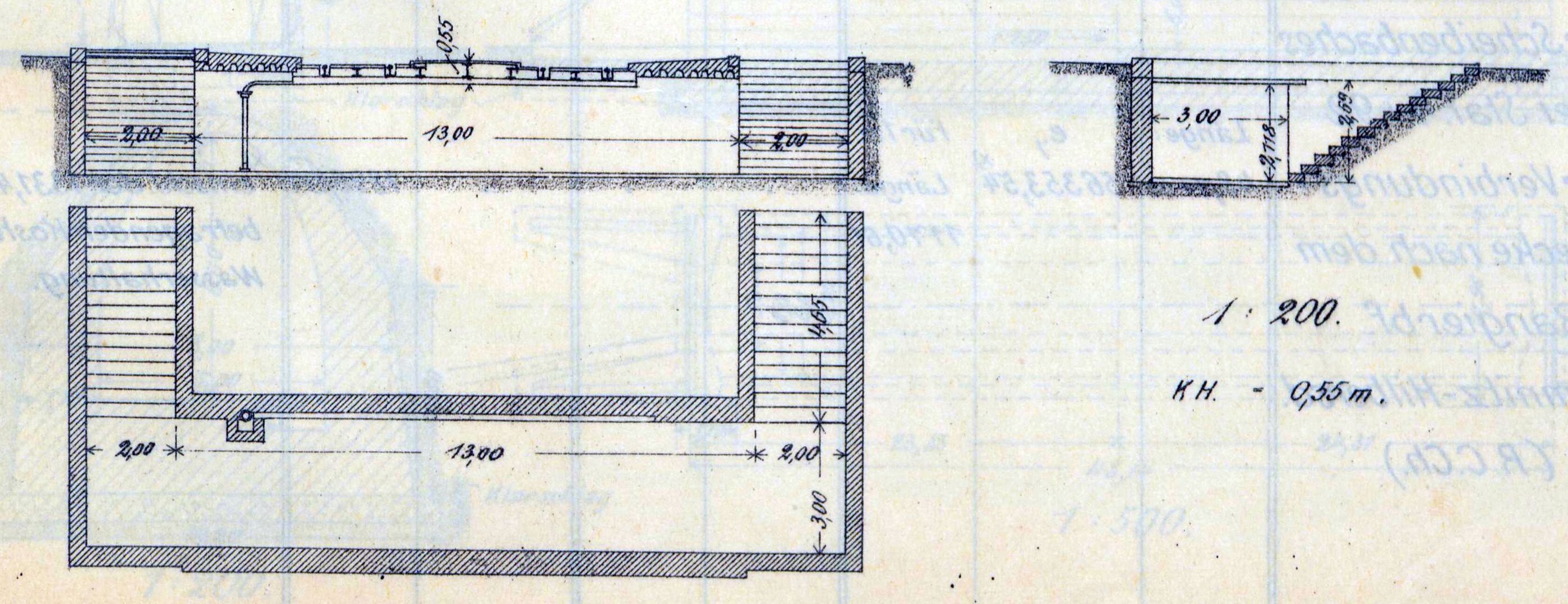
Bahnsteigtunnel von 1901/02

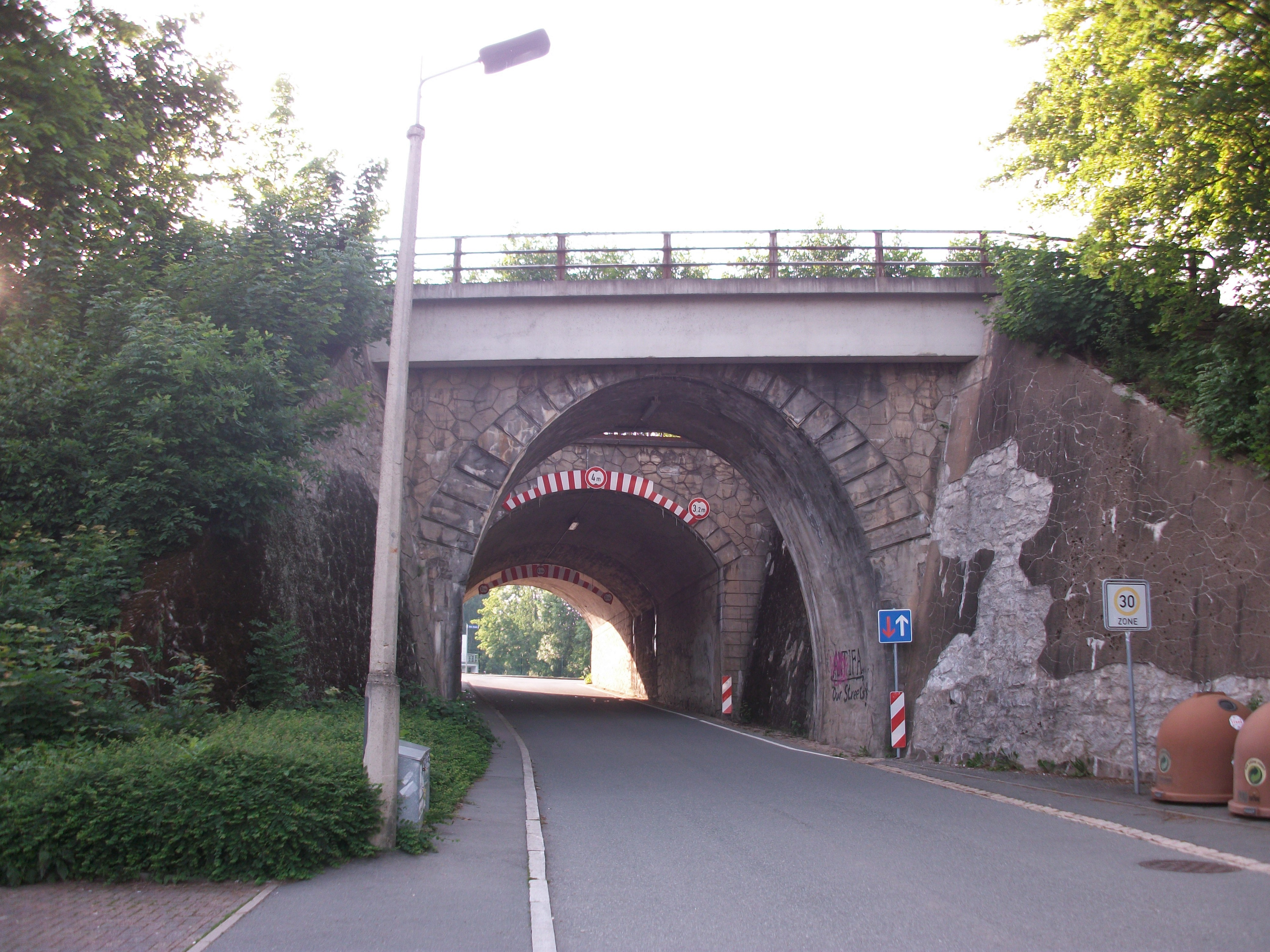
Eisenbahnüberführung Gießereistraße (2018)

Der Bahnhof Stollberg (Sachs) wurde am 15. Oktober 1878 als Ausgangspunkt der Bahnstrecke Stollberg–St. Egidien eröffnet. Durch die Eröffnung der Bahnstrecke Zwönitz–Chemnitz Süd über Stollberg am 15. Juli 1889 (Abschnitt Zwönitz–Stollberg, Weiterführung nach Chemnitz im Jahr 1895) wurde der Bahnhof zu einem Eisenbahnknotenpunkt. Der Bau dieser Eisenbahnstrecke diente besonders der Anbindung der Gruben des Lugau-Oelsnitzer Steinkohlenreviers an das Schienennetz. An Hochbauten erhielt der Bahnhof Stollberg (Sachs) neben dem Empfangsgebäude eine Bahnmeisterei, einen Güterschuppen, ein Stellwerk und einen Lokschuppen. Es waren zwei Ladestraßen und ein Personentunnel zum Erreichen des Mittelbahnsteiges vorhanden.
Der 16,25 Kilometer lange Abschnitt Zwönitz–Stollberg der Bahnstrecke Zwönitz–Chemnitz Süd wurde aufgrund der geringen Verkehrsbedeutung am 20. August 1947 stillgelegt und anschließend als Reparationsleistung für die Sowjetunion abgebaut. Der Wiederaufbau des Abschnitts Zwönitz–Stollberg erfolgte im Jahr 1949 aufgrund des Uranbergbaus im Westerzgebirge und den damit verbundenen erhöhten Transportleistungen. Nach Rückgang des Bergbaus bis Mitte der 1950er Jahre erfolgte aufgrund hoher Sanierungskosten und der Verlagerung des Berufsverkehrs die Einstellung des Schienenverkehrs auf dem Abschnitt Zwönitz–Stollberg zum 17. März 1967. Seitdem in den Jahren 1968 bis 1976 die Gleise und Brücken schrittweise abgebaut wurden, enden die Gleise der südlichen Ausfahrt des Stollberger Bahnhofs nördlich der Zwickauer Straße.

### Bahnhofsmodernisierung im Kontext des Chemnitzer Modells ab 2002
In den 1990er Jahren begannen die Planungen für das Chemnitzer Modell, ein Stadtbahnsystem in Anlehnung zum Karlsruher Modell, für das als Pilotstrecke die Verbindung zwischen Chemnitz und Stollberg vorgesehen war.
Im Jahr 2002 wurde die Bahnstrecke nach Chemnitz u. a. mit einer Hochkettenfahrleitung versehen, mit moderner Leit- und Sicherungstechnik ausgestattet sowie mit auf 20 cm abgesenkten Bahnsteigen ausgestattet, damit geringfügig modifizierte, für den Eisenbahnbetrieb angepasste Straßenbahnfahrzeuge bis nach Stollberg fahren können. Die Bahnstrecke von Stollberg nach St. Egidien wurde bereits im Februar 2002 durch die Regio Infra Service Sachsen (RISS) von Kilometer 1,375 bis Kilometer 19,461 von der DB Netz gepachtet und ebenfalls umfassend modernisiert. Während der elektrifizierte Streckenabschnitt nach Chemnitz seit dem 15. Dezember 2002 mit »Variobahn«-Niederflurgelenkwagen der City-Bahn Chemnitz (CBC) befahren wird, erfolgt die Bedienung der Bahnstrecke nach St. Egidien mit niederflurigen, dieselgetriebenen Stadler Regio-Shuttle RS1 der City-Bahn Chemnitz.
Im Jahr 2006 wurden die Wasserstation und der alte Lokschuppen, ein zweigleisiger Rechteckschuppen, abgerissen, am 5. Mai 2007 eröffnete die CBC an Stelle des alten Lokschuppens mit einer öffentlichen Festveranstaltung ihre neue Lok-Abstellhalle. In dieser werden seither die sechs Regio-Shuttle der CBC gewartet.

### Kulturbahnhof
Das Empfangsgebäude des Bahnhofs Stollberg (Sachs) wurde von der Stadt Stollberg saniert und am 8. September 2007 als „Kulturbahnhof“ wieder eröffnet. Seither wird das Gebäude als Domizil verschiedener Vereine genutzt, zudem befindet sich ein Café im Gebäude.

## Ausblick
Mit Stufe 5 des Chemnitzer Modells ist beabsichtigt, die Bestandsstrecke Stollberg–Chemnitz Süd mittels einer etwa 3,5 Kilometer langen, elektrifizierten Neubaustrecke nach Niederwürschnitz zu verlängern. Unter teilweiser Nutzung der ehemaligen Trasse von Zwönitz soll die Neubaustrecke südlich aus dem Bahnhof Stollberg (Sachs) herausgeführt werden und nach circa 500 Metern dann westlich in Richtung des Gewerbegebiets „Stollberger Tor“ abschwenken.
Die zunächst für Ende 2019 geplante Inbetriebnahme des neuen Streckenabschnittes kann frühestens 2027 stattfinden.

## Eisenbahninfrastruktur und Serviceeinrichtungen

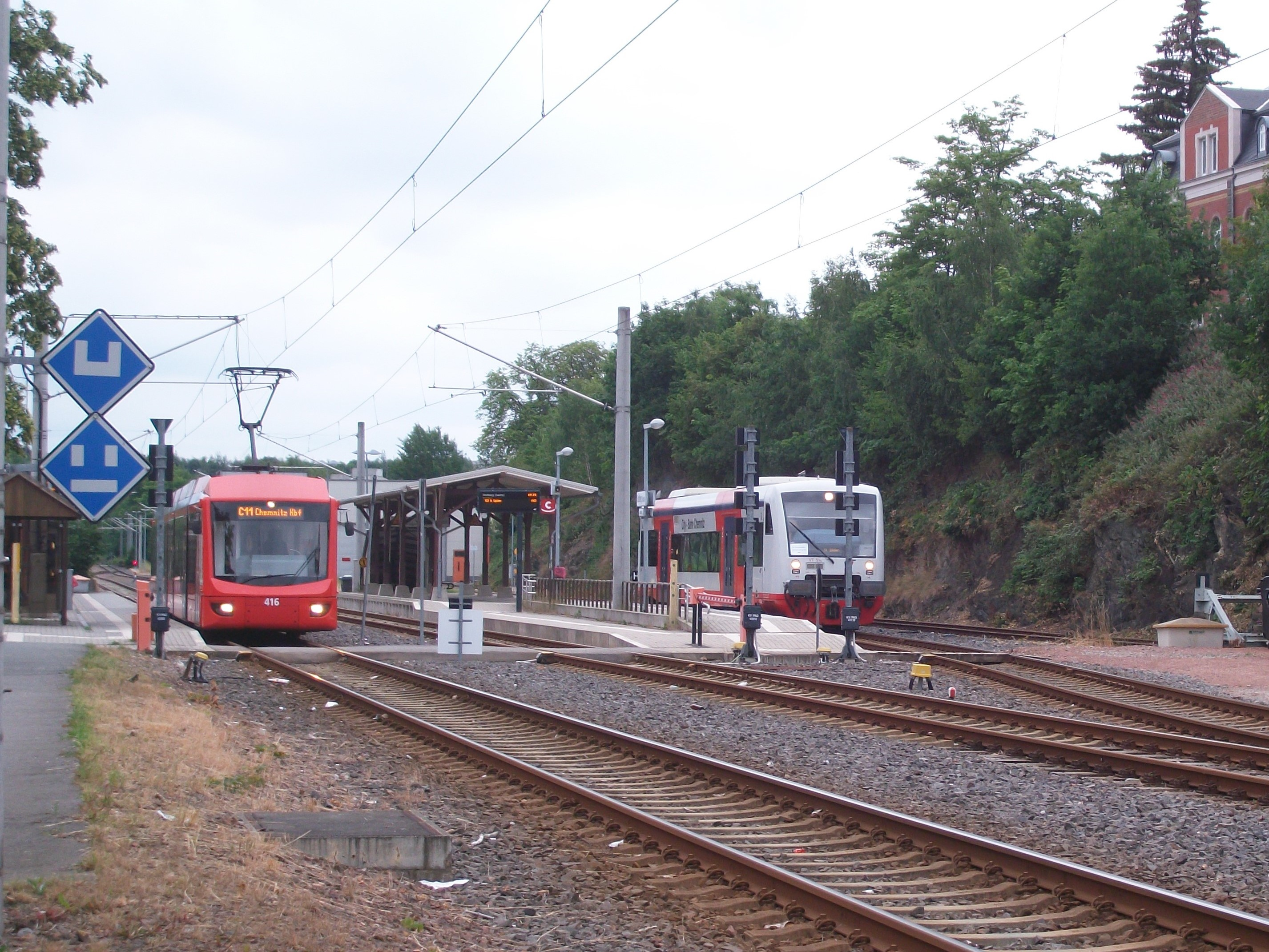
Links der abgesenkte Hausbahnsteig 1, in der Bildmitte der Mittelbahnsteig 2/3 mit unterschiedlichen Halteplätzen an 20 bzw. 55 cm hohen Bahnsteigkanten (2018)

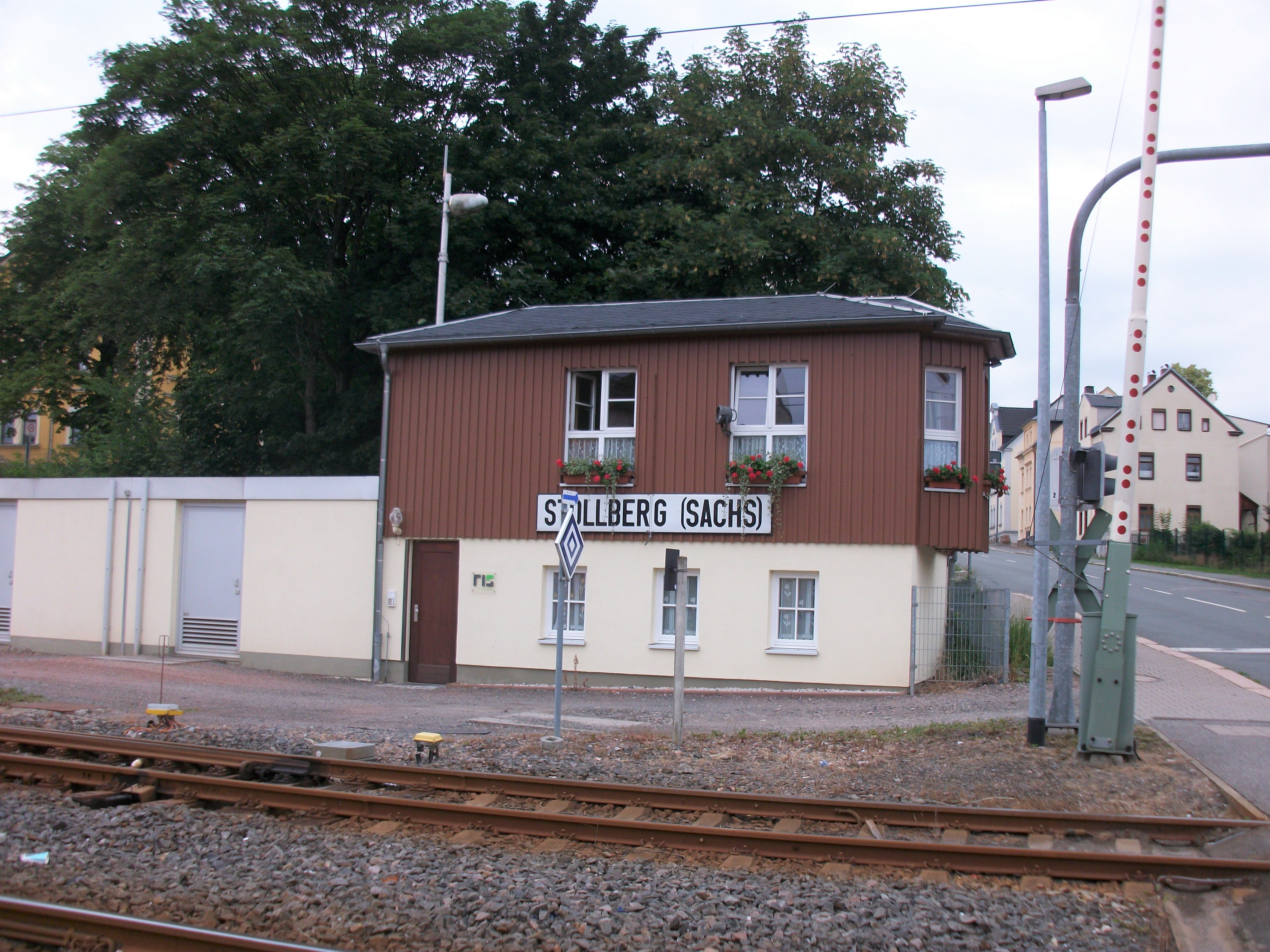
Stellwerksgebäude (2018)

Die Eisenbahninfrastruktur zwischen Chemnitz-Zwönitzbrücke und Stollberg und die Bahnstrecke nach St. Egidien bis Kilometer 1,375 als Teil des Bahnhofs Stollberg sind seit 2002 durch die City-Bahn Chemnitz (CBC) von der DB Netz AG gepachtet. Die City-Bahn-Chemnitz hat seit Ende 2002 die Regio Infra Service Sachsen (RISS) mit der Betriebsführung ihrer Infrastruktur beauftragt, bietet die Trassen und die Serviceeinrichtungen jedoch formal selbst an. Als Serviceeinrichtung betreibt die CBC im Bahnhof Stollberg (Sachs) eine zweigleisige Wartungshalle, drei Abstellgleise mit Nutzlängen von 50, 70 und 100 Metern sowie den Hausbahnsteig 1 mit einer Nennhöhe von 20 cm und einer Nutzlänge von 74 m.
Die DB Station&Service AG betreibt im Bahnhof Stollberg (Sachs) weiterhin den teilweise überdachten Mittelbahnsteig 2/3. Dieser ist über eine Unterführung vom südlichen Ende des Hausbahnsteigs erreichbar. Beide DB-Bahnsteigkanten weisen eine Kantenhöhe von 55 cm über Schienenoberkante und nach DB-Angaben eine Nettobaulänge von jeweils 80 m auf. Ein Teil des Bahnsteigs 2 ist jedoch auf 20 cm abgesenkt. Am nördlichen Ende des Mittelbahnsteigs 2/3 befindet sich ein Reisendenübergang, der nach Freigabe durch den Fahrdienstleiter eine barrierefreie Querung der Gleise 1 und 2 ermöglicht.
Gleis 3 dient ausschließlich dem Regionalverkehr von und nach St. Egidien, Gleis 1 ausschließlich dem Stadtbahnbetrieb von und nach Chemnitz. Gleis 2 kann mit seinen beiden Halteplätzen an unterschiedlichen Bahnsteighöhen für Verkehre in beide Richtungen genutzt werden.
Elektrifiziert sind die Gleise 21 und 22 (Bahnsteiggleise 1 und 2) sowie die Abstellgleise 11 und 12.
Im Rahmen des Chemnitzer Modells entstand im Bahnhof Stollberg ein elektronisches Stellwerk der Firma Baudis Bergmann Rösch Verkehrstechnik GmbH, das zentral den Abschnitt Stollberg–Altchemnitz steuert. Für den Bedienraum wurde das vorhandene Stellwerksgebäude „B1“ weitergenutzt. Von den beiden Zugleiter-Arbeitsplätzen aus wird der Betrieb sowohl auf der CBC-Strecke nach Chemnitz als auch den RISS-eigenen Strecken von Stollberg nach St. Egidien sowie von Chemnitz Zwönitzbrücke nach Chemnitz Süd geführt.

## Verkehrsanbindung
Im Fahrplanjahr 2023 wird der Bahnhof Stollberg (Sachs) von folgenden Linien des Schienenpersonennahverkehrs bedient:
| Linie | Linienverlauf                                                                           | Takt (min)              | EVU                |
| ----- | --------------------------------------------------------------------------------------- | ----------------------- | ------------------ |
| C11   | Chemnitz Hbf – Chemnitz Zentralhaltestelle – Neukirchen-Klaffenbach – Stollberg (Sachs) | 030 (Mo–Sa) 060 (So)    | City-Bahn Chemnitz |
| RB92  | Glauchau – St. Egidien – Lichtenstein (Sachs) – Oelsnitz (Erzgeb) – Stollberg (Sachs)   | 060 (Mo–Fr) 120 (Sa+So) | City-Bahn Chemnitz |

Vor dem Empfangsgebäude befindet sich ein kleiner Busbahnhof mit zehn Abfahrtsständen für den regionalen und innerstädtischen Busverkehr. Diese Linien werden von der Regionalverkehr Erzgebirge bedient.

## Trivia
Der Bahnhof erhielt 2014 eine Auszeichnung im Wettbewerb „Bahnhof Belebt!“ der Allianz pro Schiene.

## Bilder

Bahnhof Stollberg zu Beginn des 21. Jahrhunderts
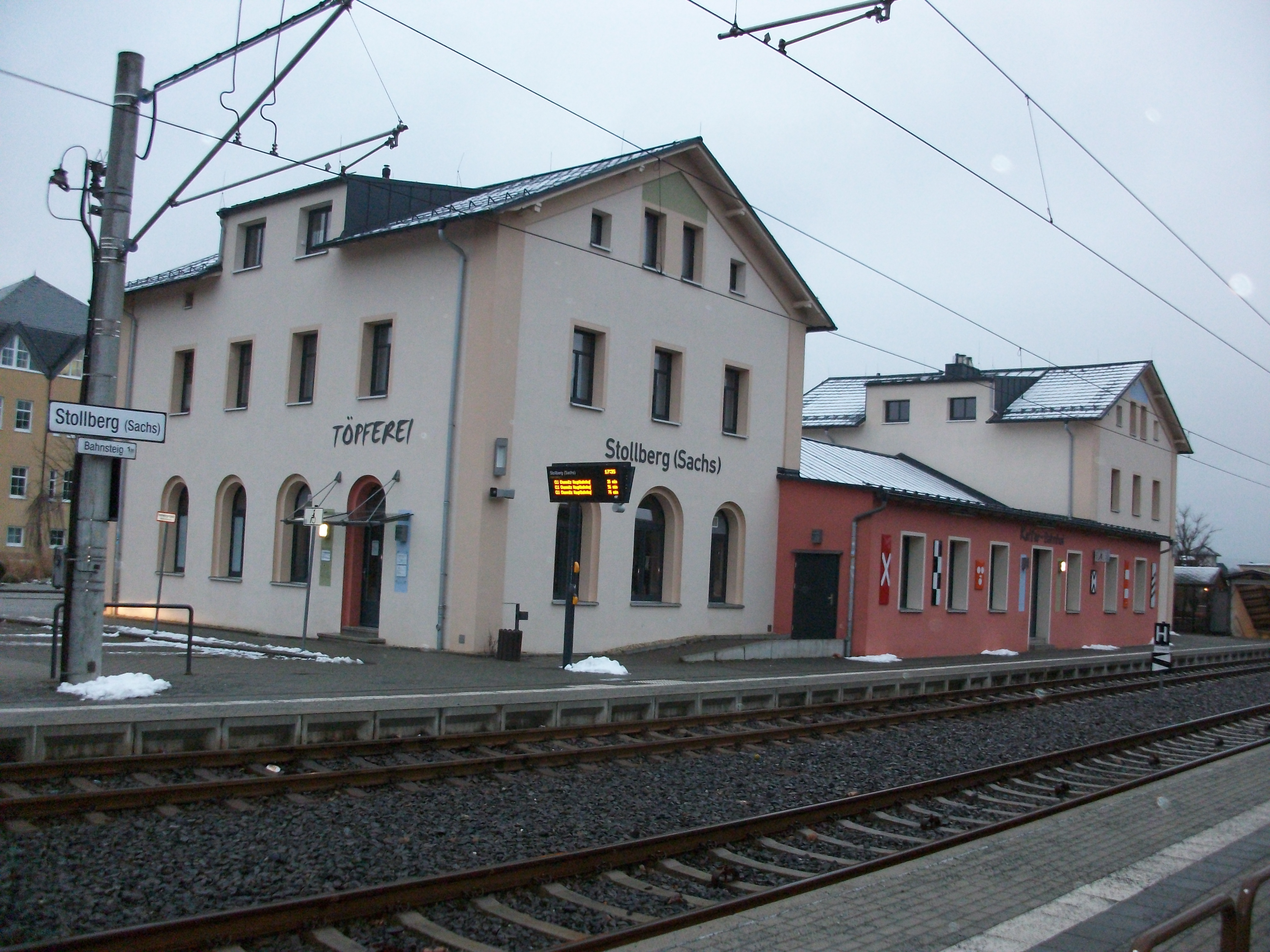
Empfangsgebäude (2016)
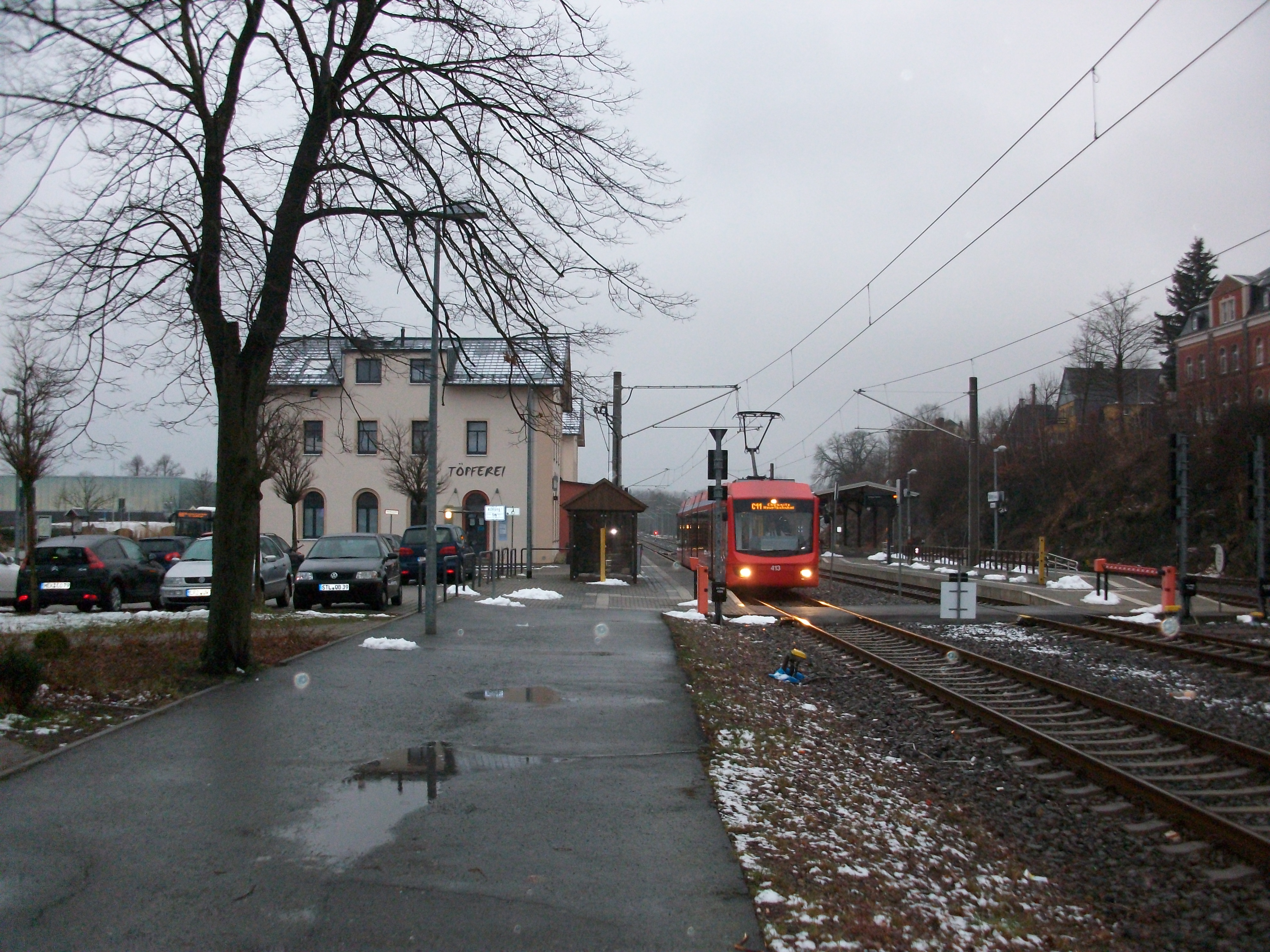
Der Bahnhof mit City-Bahn nach Chemnitz (2016)
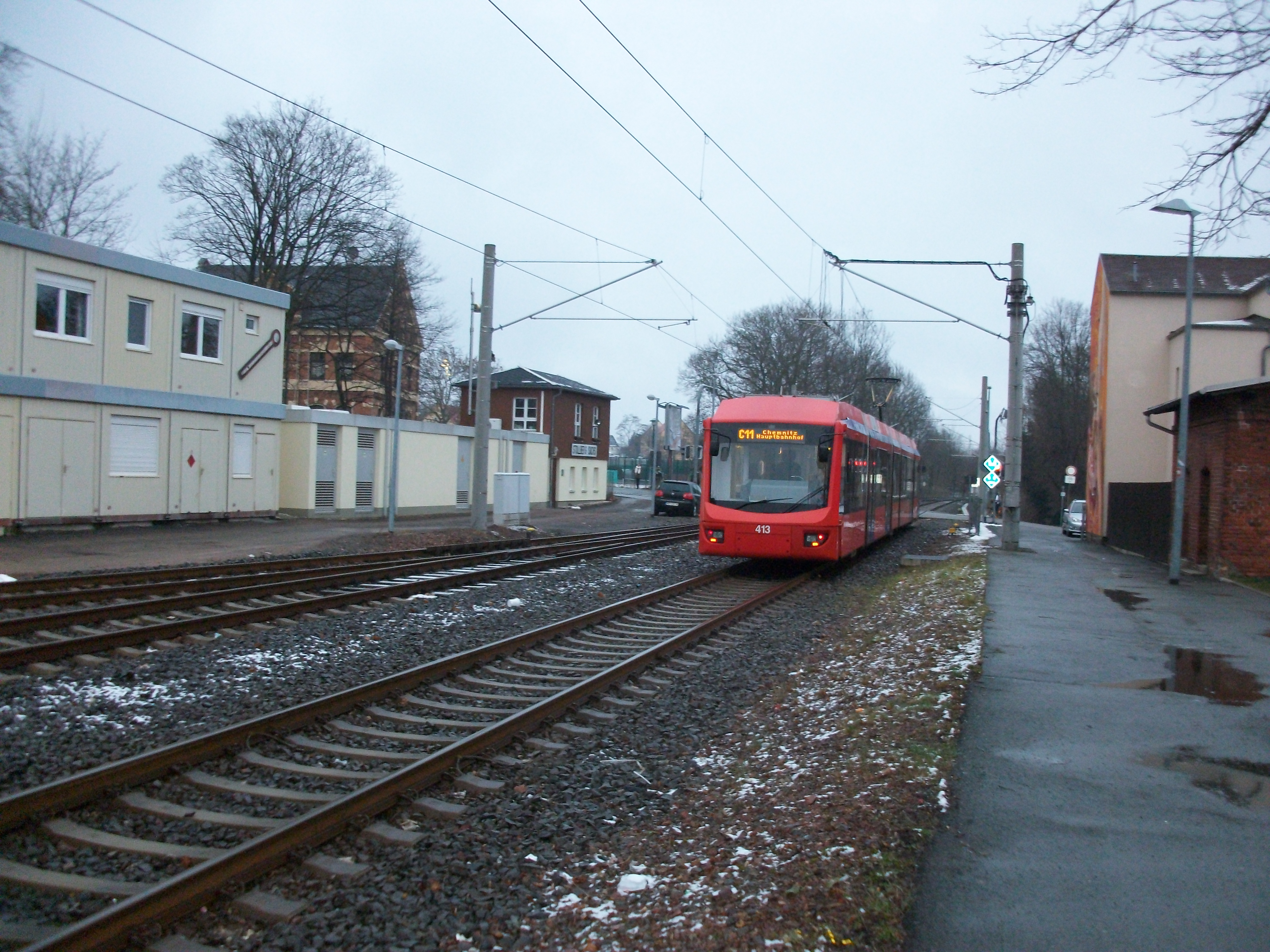
Triebwagen der City-Bahn in Richtung Chemnitz (2016)
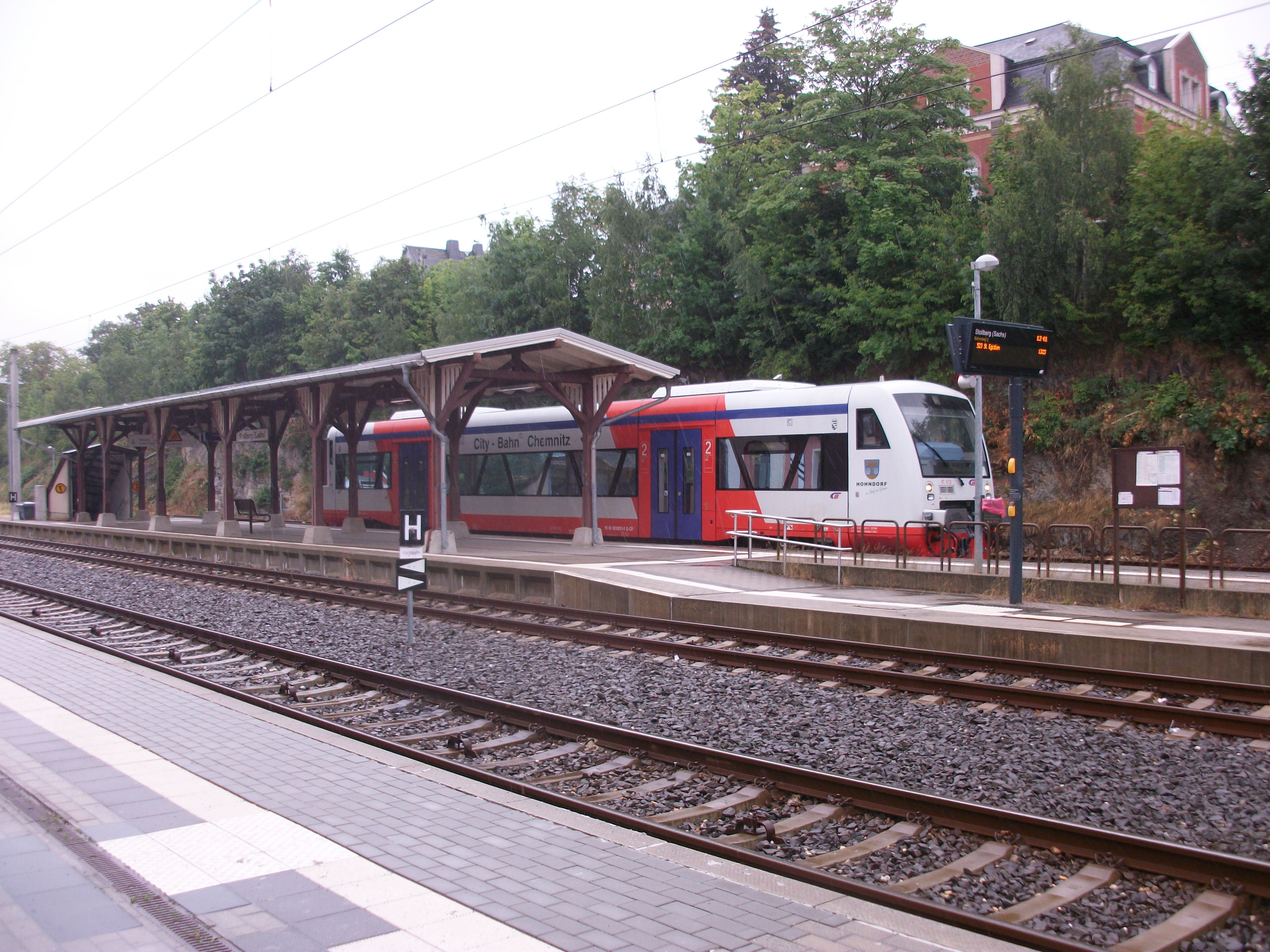
Die Citybahn nach St. Egidien (2018)
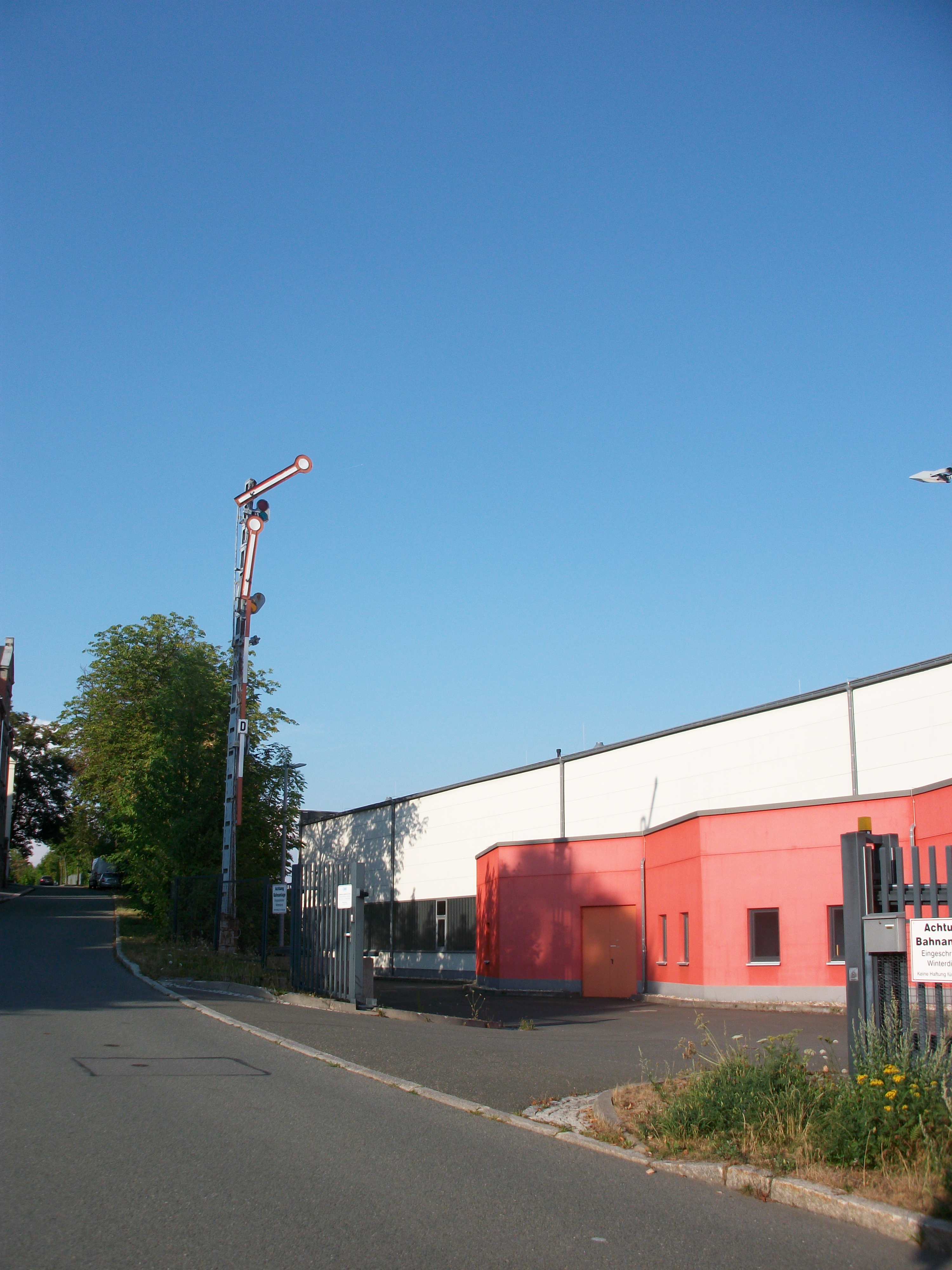
Wartungshalle (2018)
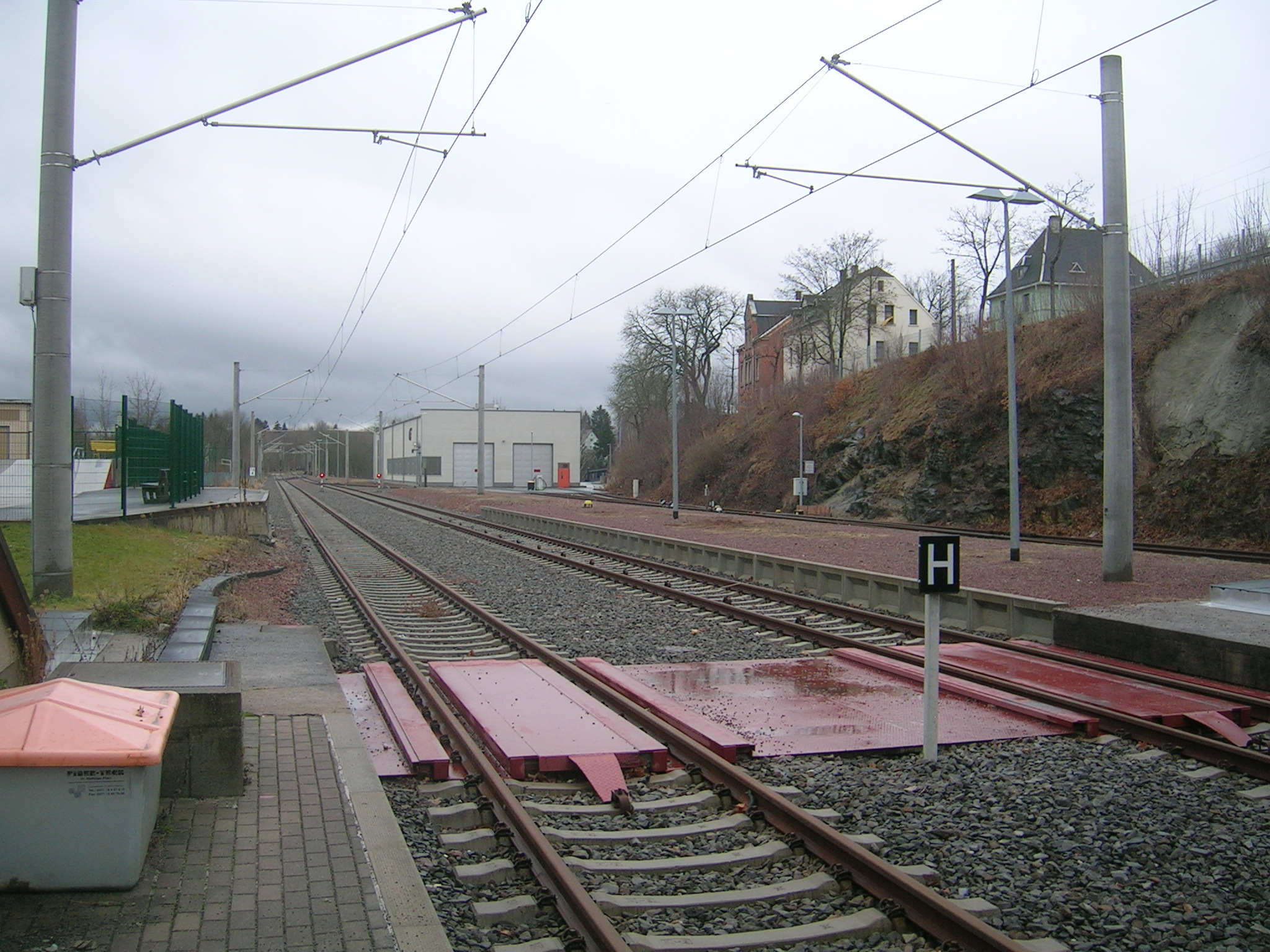
Abstellgleise und Wartungshalle der CBC am Südkopf des Bahnhofs